# Мансила
Ма́нсила (карел. Manšil, фин. Manssila) — деревня в Питкярантском районе Республики Карелия. Входила в состав упразднённого в 2023 году Салминского сельского поселения.

## Общие сведения
Расположена на автодороге Сортавала — Олонец.
Согласно постановлению Президиума Верховного Совета Карельской АССР от 28 октября 1957 г. Мансила вместе с Ковайно и Кавгозером вошли в состав населенного пункта Погранкондуши, а в 2001 году были образованы вновь в качестве отдельных населённых пунктов.

## Население
| 2002 | 2009 | 2010 | 2013 |
| ---- | ---- | ---- | ---- |
| 152  | ↘127 | ↘90  | ↘88  |

## Улицы
- ул. Лесная
- ул. Полевая
- ул. Совхозная
- ул. Сосновая
- ул. Озерная